# Grofija Edesa
Grofija Edesa (1098-1144) je bila prva križarska država, ki so je ustanovili že med prvo križarsko vojno leta 1098. Obsegala je mesto Edeso (današnja Şanlıurfa v Turčiji), ki je imelo dolgo krščansko tradicijo, in bližnjo okolico. Od drugih križarskih držav se je razlikovala po tem, da je bila v celoti celinska in ni bila nikoli v preveč dobrih odnosih niti z muslimanskimi Turki Seldžuki niti s svojo katoliško sosedo Kneževino Antiohijo. Polovica države, vključno z glavnim mestom, je bila na levi obali Evfrata in precej vzhodno od drugih križarskih držav, kar jo je naredilo zelo ranljivo. Delu države vzhodno od Evfrata so vladali iz trdnjave Turbessel, ki je bila močno oporišče proti Seldžukom.

## Ustanovitev
Balduin Bouillonski je leta 1097 v Anatoliji zapustil glavnino križarske vojske, ki je krenila na jug proti Antiohiji in Jeruzalemu. Najprej je zavil na jug proti Kilikiji, nato pa na vzhod proti Edesi. Tam je prepričal vladarja Torosa, da ga je posinovil in ga proglasil za svojega naslednika. Marca 1098 so Torosa umorili. V umor je bil verjetno vpleten tudi Balduin, vendar mu tega niso dokazali. Balduin je nato zasedel Torosov prestol kot grof Balduin I. Edeški.
Po smrti prvega vladarja jeruzalemskega kraljestva, Balduinovega brata Godfreja Bouillonskega, je Balduin leta 1100 postal jeruzalemski kralj Balduin I.. Grofijo Edeso je prepustil nečaku Balduinu II. Bourškemu, kateremu se je kot sovladar pridružil Joscelin Courtenayski.
Frankovski vladarji so s svojimi armenskimi podložniki v grofiji vzpostavili dokaj dobre odnose, predvsem zaradi njihovega velikega bogastva. Prvi trije edeški grofje so bili celo poročeni z Armenkami: Balduin Bouillonski z Ardo, vnukinjo vladarja armenskega plemena Rupenidov Konstantina, Balduin Bourški z Morfijo, hčerko Gabrijela Melitenskega, Joscelin Courtenayski pa s Konstantinovo hčerko.

## Spori z muslimanskimi sosedi
Balduin II. se je po prihodu na oblast hitro vključil v dogajanja v severni Siriji in Anatoliji. Leta 1102 je pomagal zbrati odkupnino za Bohemonda I. Antioškega, ki so ga ujeli Danišmendi, leta 1104 pa je skupaj z Antiohijo v Kilikiji napadel Bizantinsko cesarstvo. Konec leta 1104 se je Edesa spopadla še z Mosulom. Balduin je v bitki pri Harranu doživel hud poraz in Seldžuki so ga skupaj z Joscelinom ujeli. Uradni regent Edese je postal Bohemondov nečak Tankred Antioški, v resnici pa je grofiji vladal Rihard Salernski, dokler niso leta 1108 Balduina in Joscelina odkupili. Po osvoboditvi se je moral Balduin boriti proti Tankredu za ponovno vzpostavitev svoje oblasti v Edesi, zato je na pomoč poklical celo nekatere bližnje muslimanske vladarje.
Leta 1110 je vsa ozemlja vzhodno od Evfrata zasedel atabeg Mavdud iz Mosula, Edese pa ni napadel, ker je moral najprej utrditi svojo oblast. 
Jeruzalemski kralj Balduin I. je leta 1118 umrl. Nasledil ga je nečak, edeški grof Balduin II. Več pravic do prestola je sicer imel Balduinov brat Evstahij Bouillonski, ki se je prestolu odrekel in raje ostal v Franciji. 
Edeso je kot grof Joscelin I. nasledil Joscelin Courtenayski.
Joscelina so leta 1122 ponovno ujeli Danišmendi. Balduin II. ga je šel reševat, a so ujeli še njega, tako da je Jeruzalemsko kraljestvo ostalo brez kralja. Leta 1123 je Joscelinu uspelo pobegniti in leto kasneje doceči, da so izpustili tudi Balduina.

## Padec
Leta 1131 je bil Joscelin I. v bitki z Danišmendi ubit in nasledil ga je sin Joscelin II.. Atabegu Mosula Zengiju je v tistem času uspelo združiti Mosul in Alep in začeti resno ogrožati Grofijo Edeso. Leta 1144 začel oblegati Edeso in mesto je 24. decembra istega leta padlo. Joscelinu II. so ostala samo ozemlja zahodno od Evfrata. Zengi je kmalu zatem umrl. Joscelinu je uspelo izkoristiti njegovo smrt in septembra 1146 ponovno zasesti Edeso in se v mestu utrditi, toda že novembra istega leta je mesto spet izgubil in pobegnil. Leta 1150 ga je ujel Zengijev sin Nur ad-Din in ga imel v ujetništvu v Alepu, dokler ni leta 1159 umrl. 
Joscelinova žena je trdnjavo Turbessel in vse, kar je od grofije še ostalo, prodala bizantinskemu cesarju Manuelu I. Komnenu. Vsa ozemlja sta že naslednje leto osvojila Nur ad-Din in sultan Rüma. 
Križarska država, ki je prva nastala, je prva tudi izginila. Padec Edese je bil glavni vzrok za drugo križarsko vojno, ki se je začela leta 1146.

## Prebivalstvo
Grofija Edesa je bila največja, po številu prebivalcev pa najmanjša križarska država. Mesto Edesa je imelo okrog 10.000 prebivalcev, na ostalem ozemlju pa je bilo le nekaj trdnjav. Ozemlje grofije se je na zahodu raztezalo do Antiohije, na vzhodu daleč preko Evfrata, na severu pa do Armenije. Na jugu in vzhodu so bila močna muslimanska mesta Alep, Mosul in Al Džazira v današnjem severnem Iraku. Prebivalci so bili večinoma Sirci, Jakobiti in armenski pravoslavni kristjani ter nekaj Grkov in muslimanov. Latincev (katolikov) je bilo bolj malo, a so kljub temu imeli svojega rimokatoliškega patriarha.

## Vazali

### Gospostvo Turbessel
V času, ko Joscelin I. še ni bil edeški grof, je bil Turbessel njegov fevd. Zavzemal je ozemlje zahodno od Evfrata in mejil na Antiohijo. Kasneje je bil v posesti edeških grofov Courtenayev, po izgubi Edese pa je spet postal njihov sedež. Fevd so po razpadu grofije skupaj z drugimi ostanki prodali Bizantincem, kmalu zatem pa so ga osvojili muslimani. Družina Joscelina II. se je preselila v Jeruzalemsko kraljestvo v bližino Akke.

## Grofje Edese
- Balduin I. (1098–1100)
- Balduin II. (1100–1118) 
  - Tankred Galilejski, regent (skupaj z guvernerjem Rihardom Salernskim, 1104–1108)
- Joscelin I. (1118–1131)
- Joscelin II. (1131–1149), umrl 1159
- Joscelin III., naslovni grof od 1159